# Трегубов Микола Іванович
Мико́ла Іва́нович Трегу́бов (* 25 березня (7 квітня) 1912, Ставрополь — 1997) — український артист балету, балетмейстер, 1964 — заслужений діяч мистецтв УРСР.

## Життєпис
1935 року закінчив Ленінградське хореографічне училище, педагоги — В. І. Пономарьов та В. А. Семенов.
В 1935—1936 роках — соліст Ленінградського театру опери та балету ім. С. М. Кірова, у 1937—1940 — Київського театру опери та балету.
У 1940—1941 — балетмейстер Львівського театру опери та балету — цього часу відбулися постановки «Червоного маку» Р. Глієра, «Дон Кіхота», «Пер Ґюнта» композитора Ґріґа за однойменною п'єсою норвезького письменника Генріка Ібсена за участі прима-балерини театру Валентини Переяславець, в 1948—1958 — його головний балетмейстер, протягом 1958—1970 — Одеського. Співпрацював з відомим балетмейстером Євгеном Вігільовим.
З 1971 року на викладацькій роботі в Київському інституті культури ім. О. Є. Корнійчука.
Серед виконаних партій:
- Андре — «Фадетта» на музику Деліба,
- Андрій — «Катерина» на музику А.Рубінштейна і Адана,
- Базіль — «Дон Кіхот» Мінкуса,
- Вацлав — «Бахчисарайський фонтан» Асаф'єва,
- Кавказький полоняник — «Кавказький полоняник» Цезаря Кюї,
- Степан — «Лілея» Данькевича.

Зрежисував вистави:
- «Мідний вершник» Р. Глієра,
- «Лауренсія» Олександра Крейна — 1950,
- «Хустка Довбуша» А. Кос-Анатольського — 1951,
- «Юність» М. Чулакі, 1952,
- «Маруся Богуславка» А. Свєчнікова — 1953,
- «Шурале» Ф. Ярулліна — 1953,
- «Сім красунь» — 1954,
- «Есмеральда» — 1954,
- «Жізель» Адольфа Адана, 1954,
- «Лебедине озеро» П. Чайковського, 1956,
- «Баядерка», 1956,
- «Пер Ґюнт» на музику Ґріґа, 1956,
- «На березі моря» Юзелюнаса, 1956,
- «Сойчине крило» Кос-Анатольського, 1956,
- «Сорочинський ярмарок» Гомоляки, 1956,
- «Аладдін та чарівна лампа» Савельєва, 1957,
- «Бахчисарайський фонтан», 1958,
- «Пан Твардовський» Ружицького, 1958,
- «Торжество кохання» Ю. Знатокова, 1959,
- «Лісова пісня» М. Скорульського — 1962,
- «Спартак» А. Хачатуряна — 1962,
- «Берег надії» А. Петрова, 1963,
- «Отелло» О. Мачаваріані — 1964,
- «Дюймовочка» Русинова, 1965,
- «Пісня синіх морів» Б. Буєвського — 1967.